# Milan Čop
Milan Čop (Slavonski Brod, 5 ottobre 1938) è un ex calciatore jugoslavo.

## Carriera
Inizia la carriera da professionista nel 1961 nella squadra cittadina del BSK Slavonski Brod, prima di passare al più titolato Stella Rossa, con cui conquista un campionato della RSF di Jugoslavia e la Coppa di Jugoslavia 1964.
Nel 1967 si trasferisce negli Stati Uniti agli Oakland Clippers dove rimane per due stagioni, vincendo la NPSL I 1967.
Rientra quindi in Europa, al Nancy, dove gioca per altre due stagioni.
Nel 1974 ritorna negli Stati Uniti, giocando alcune partite con gli San Jose Earthquakes, con cui raggiunge nella NASL 1974 i quarti di finale del torneo.

## Palmarès

### Club

#### Competizioni nazionali
- Campionat1o della RSF di Jugoslavia: 1

Stella Rossa: 1963-1964
- Coppe di Jugoslavia: 1

Stella Rossa: 1964
- Campionato NPSL I: 1

California Clippers: 1967